# Lutrje
Lutrje je naselje v Občini Šentjur. Nahaja se severno od kraja Ponikva. Na južni meji Lutrja poteka železnica. Skozi Lutrje poteka tudi Slomškova romarska pot (4. etapa).  V Lutrju so 3 uradne avtobusne postaje; Lutrje Pšeniček, Lutrje Hrovatič in Lutrje Plahuta. Leta 2009 je bila cesta rekonstruirana.
| V bližini Lutrja   | V bližini Lutrja |
| ------------------ | --- |
| vrh                | Sv. Uršula, Boč, Šic |
| kraji v bližini    | Pajčice, Šentvid pri Planini, Boletina, Dramlje, Ponkvica, Slatina pri Ponikvi, Primož pri Šentjurju, Jazbine, Streževica, Pletovarje, Šentvid pri Grobelnem, Tolsti Vrh, Žiče, Šentjur, Ostrožno |
| železniške postaje | Ponikva, Ostrožno |

## Poštne številke v okolici Lutrja
- 3232 Ponikva
- 3222 Dramlje
- 3231 Grobelno
- 3210 Slovenske Konjice
- 3263 Gorica pri Slivnici
- 3230 Šentjur
- 3240 Šmarje pri Jelšah
- 3206 Stranice